# Mesochorus gelidus
Mesochorus gelidus là một loài tò vò trong họ Ichneumonidae.